# De l'autre côté (album)
Pour les articles homonymes, voir De l'autre côté.
 (septembre 2017).
Si vous disposez d'ouvrages ou d'articles de référence ou si vous connaissez des sites web de qualité traitant du thème abordé ici, merci de compléter l'article en donnant les références utiles à sa vérifiabilité et en les liant à la section « Notes et références ».
Albums de Sedrenn
Chemin faisant...
(1996)
De l'autre côté est le second album du groupe de musique celtique franco-grec Sedrenn, sorti en 1999 sous le label Keltia Musique.

## Liste des titres
| 1.    | Marie Mathurine                               | 5:19 |
| 2.    | Stin Arhi tou tragouthiou                     | 2:40 |
| 3.    | Voyageurs / Sangshyttevalsen / Improvisations | 4:34 |
| 4.    | Breinadur                                     | 3:39 |
| 5.    | Lettre à M. Nikos                             | 4:53 |
| 6.    | Les Chiens de votre père                      | 3:45 |
| 7.    | Aengus                                        | 5:25 |
| 8.    | Gwreg ar Hoazour                              | 4:34 |
| 9.    | Gwechall an Delenn                            | 3:13 |
| 10.   | S'agapo                                       | 4:33 |
| 42:35 |                                               |      |

## Membres du groupe
- Cristine Mérienne : harpe celtique, chant
- Elisa Vellianiti : harpe celtique, chant
- Arnaud Rüest : guitare
- Pierrick Tardivel : contrebasse
- Christophe Rocher : clarinettes (basse et soprano)
- Khalid Kouhen : percussions (guenbouras, derbuka, cymbales, kachichin)
- Iacob Maciuca : violon
- Alain Trevarin : accordéon